# Fonograbador

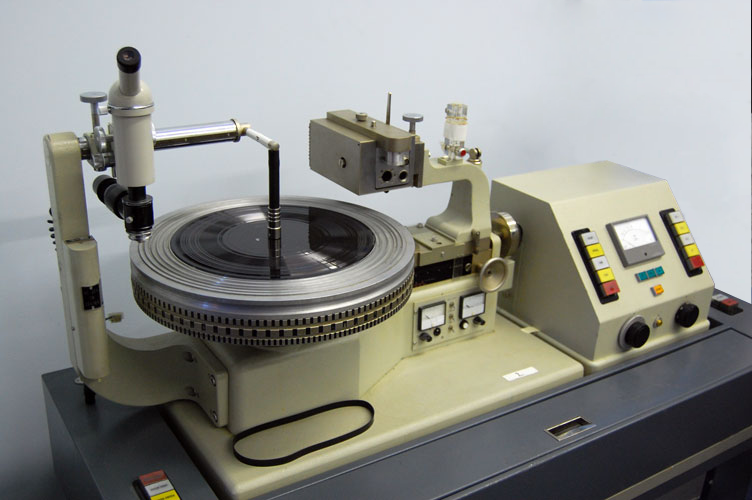
Grabador de sonido Neumann VMS-70

El fonograbador o fonoincisor  es un tipo particular de torno, utilizado en la industria discográfica, para grabar matrices utilizadas como matrices para la impresión en serie de discos de vinilo .  Por este motivo también se le conoce como torno de grabado de matrices por disco en vinilo , y también  cabeza de registro mecánico

## Descripción y funcionamiento

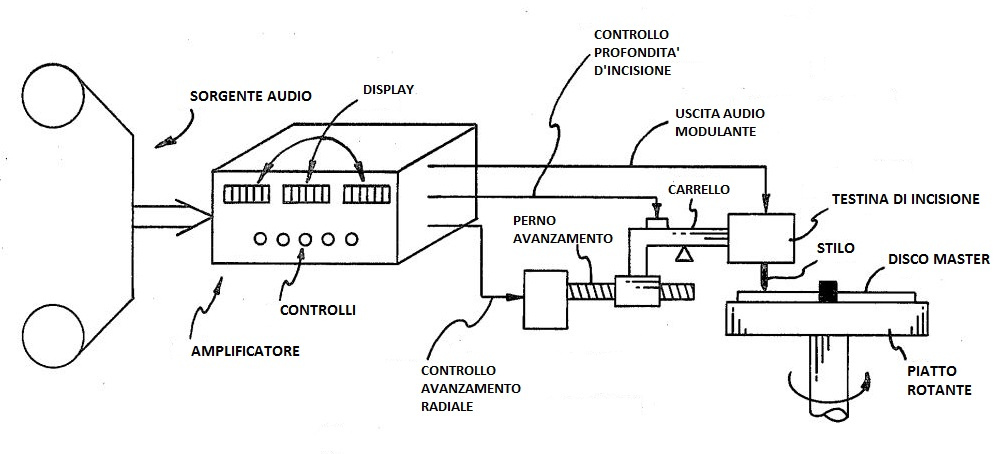
Esquema general de una grabadora de sonido.

Un fonoincisor está formado por piezas electromecánicas y componentes electrónicos entre los que distinguimos:
- Plato rotatorio
- Amplificador de audio
- Cabezal de grabado
- Alfiler de grabado .

El plato rotatorio es la base donde se coloca el máster a grabar y se fija mediante una virola. Generalmente es muy pesado para garantizar que el disco gire uniformemente  y está conectado a un motor síncrono para girar a una velocidad estrictamente constante.  La velocidad de rotación se ajusta a 33 rpm para un LP y 45 rpm para uno simple y se controla mediante un instrumento estroboscópico . La placa debe colocarse perfectamente plana con respecto al suelo, para ello la estructura del grabador de sonido está equipada con una burbuja niveladora y se apoya sobre cuatro pies regulables.
El amplificador de audio es el dispositivo que recibe la señal de audio y que, después de haberlo adecuadamente filtrado y amplificado, lo envía al cabezal de grabación. Está equipado con un filtro particular llamado RIAA . Este tipo de ecualización es necesaria porque las ondas de baja frecuencia, en comparación con las altas, afectarían un surco de tal amplitud que invadiría y cortaría el adyacente. El problema se resolvió comprimiendo las frecuencias bajas durante la fase de grabación, mientras se mejoraban las frecuencias altas. Durante la reproducción se aplica la ecualización opuesta, el resultado final será un sonido similar al inicial.
El cabezal de grabado es un transductor que transforma la señal eléctrica, a la salida del amplificador, en movimiento mecánico para ser transmitido a la aguja de grabado. El cabeza esta constituida de dos transductores magnéticos, uno por canal, dispuestos a 90° entre sí y a 45° con respecto al plano del disco. Esta configuración, llamada sistema 45/45, fue introducida por Westrex en 1957 para la grabación estéreo y todavía se utiliza hoy en día. Durante la grabación, el cabezal se hace avanzar desde el exterior del disco hasta su eje mediante un eje roscado, creando así un surco en espiral modulado por la señal de salida del amplificador. La cabeza puede ser alimentada continuamente, creando una espiral de 'paso constante'', '' o una espiral controlada por computadora para crear una espiral de ''paso variable''. Este último método se utiliza para optimizar la duración de la grabación.
La aguja de grabado es una herramienta en forma de "V" de material duro (generalmente zafiro o rubí sintético) que se conecta directamente al cabezal de grabado. La aguja es empujada sobre el disco por el peso del cartucho, convenientemente equilibrado, para cortar el disco. La vibración de la cabeza se transmite a la herramienta que crea la microranura irregular. El ángulo de la microranura es de 90° y el lado que mira hacia adentro representa el canal izquierdo, mientras que el lado que mira hacia afuera representa el canal derecho.

## Historia

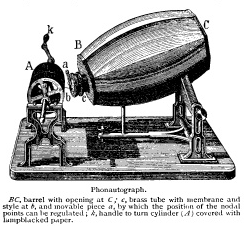
1856 - Fonoautógrafo de Scott

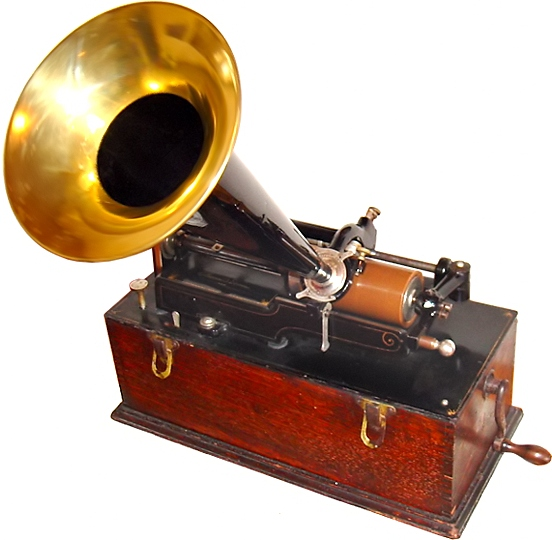
1887 - Fonógrafo de Edison

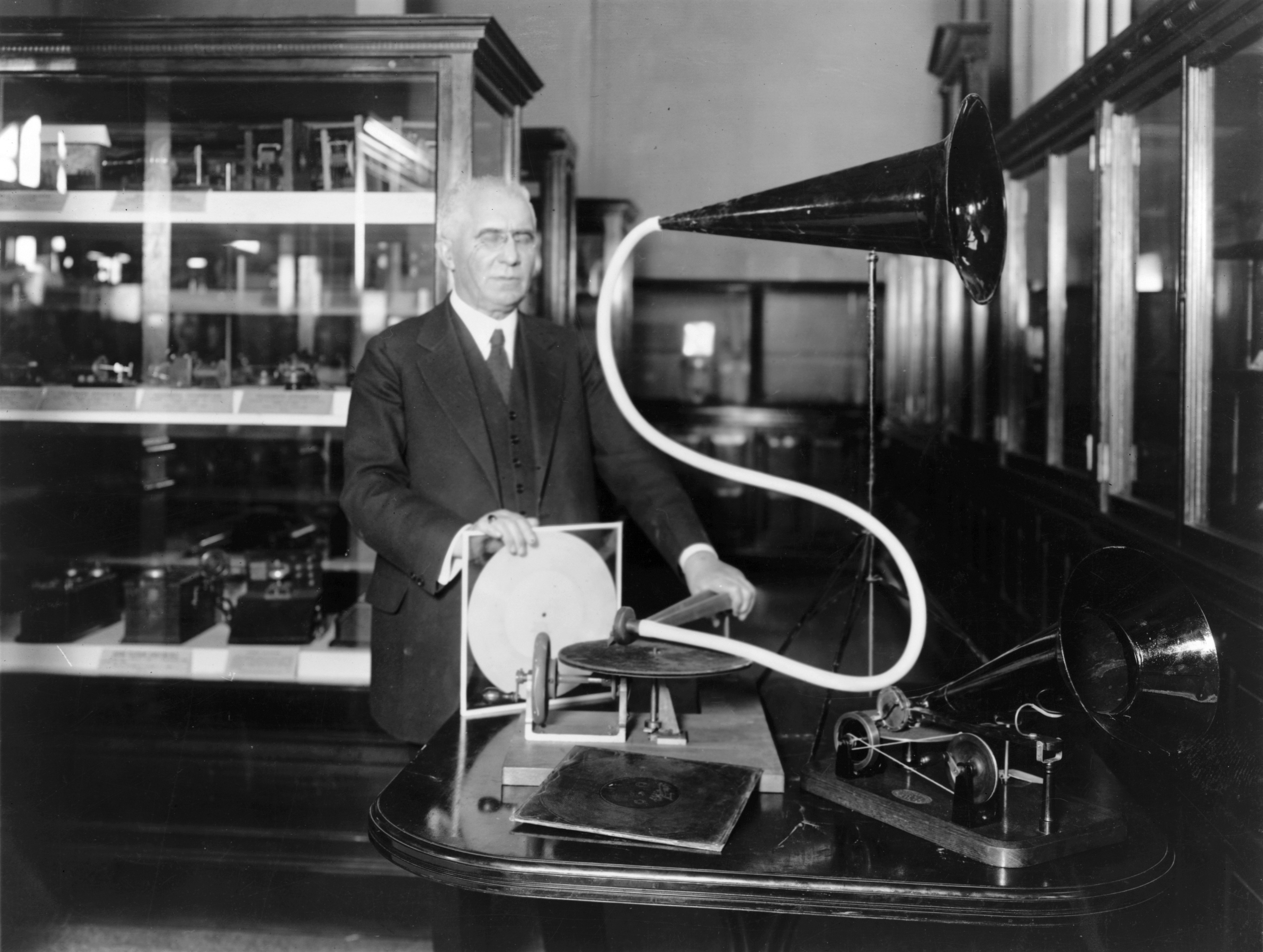
1910-1929 - Emil Berliner con un gramófono

### Grabación mecánica
La primera grabación de sonidos la realizó el francés Édouard-Léon Scott de Martinville en 1856 con su fonoautógrafo ( FR17897/31470 ). El aparato utilizaba una bocina para recoger el sonido que, conectado a un diafragma, hacía vibrar una cerda rígida, grabando una imagen en un cilindro de manivela recubierto de negro de carbón . El fonoautógrafo sólo podía grabar sonido sin reproducirlo.  En 1887 Thomas Edison dio un paso adelante cuando inventó el Fonógrafo ( US386974 ), un dispositivo similar al de Scott. La máquina de Edison permitía grabar y reproducir sonido en un cilindro giratorio recubierto con una fina capa de estaño. Una bocina acústica captaba el sonido que, a través de una membrana, hacía vibrar una aguja que a su vez grababa un surco en espiral en la capa de estaño del cilindro giratorio. En 1888 Emile Berliner, un científico alemán, perfeccionó el fonógrafo de Edison, sustituyendo el cilindro por un disco. El aparato, llamado gramófono ( US564586 ), estaba dotado de un plato giratorio sobre el que se colocaba un disco de cartón cubierto de cera. La aguja, vibrando lateralmente, grabó el surco en espiral en la capa de cera del disco en movimiento. 
En 1906 la casa discográfica francesa Pathè, inicialmente productora de cilindros, también comenzó a grabar en discos. La incisión era monofónica y vertical y el surco comenzaba desde el centro hacia afuera a una velocidad que variaba entre 90 y 100 revoluciones por minuto.  A principios del siglo XX aún no se utilizaba el micrófono y el sonido se captaba a través de dispositivos completamente mecánicos. Además, no hubo acuerdo entre las compañías discográficas sobre la velocidad del disco, que sólo en 1925 se normalizó a 78 revoluciones por minuto. 

### Grabación eléctrica
En la década de 1920 se produjeron nuevos avances en el campo de la electrónica y fueron realizados los primeros micrófonos destinados al uso discográfico.  Por ello se pensó en captar el sonido a través de esos para luego grabarlo en los discos. De hecho, en 1925 Westrex inventó la grabación eléctrica ( US1637082 ) y la calidad del sonido grabado mejoró significativamente.  Mientras tanto, en 1937, en Inglaterra, Alan Blumlein, un ingeniero de EMI, patentó ( US2093540 ) una técnica avanzada para la grabación de dos señales distintas en un solo surco para reproducción estereofónica . Desafortunadamente, EMI se adelantó un poco a su tiempo y no logró difundir el invento de Blumlein que sería la base de los utilizados posteriormente. En 1948 en los Estados Unidos Columbia patentó el primer disco de microsurco de 33 rpm, en los dos formatos de 25 centímetros y 30 centímetros de diámetro. RCA, su eterno competidor, le siguió en 1949 e introdujo en el mercado el disco de 45 rpm de 17 cm. Los dos soportes, ambos de vinilo, representaron un punto de inflexión que hizo época. 

### Alta fidelidad y estéreo
En la década de 1950 ya se hablaba de alta fidelidad, a pesar de que los fonograbadores de la época eran monofónicos, por lo que se empezó a pensar en cómo grabar en estéreo, lo que entonces sólo era posible sobre soportes magnéticos . Así comenzaron diversos experimentos e intentos como el de grabar dos surcos paralelos, una por canal, sobre el disco. Este sistema habría tenido problemas, especialmente durante la reproducción, porque habría sido difícil, si no imposible, colocar correctamente el cabezal de reproducción, que también estaba dotada con dos agujas. Decca Records desarrolló un sistema, llamado 0/90, basado en el movimiento vertical y lateral de la aguja para los dos canales respectivamente.  El punto de inflexión se produjo en 1957 con el sistema 45/45 introducido por Westrex:  La patente de Alan Blumlein había expirado recientemente y Westrex la aprovechó para desarrollar un sistema de grabación estéreo inspirándose en el invento de Blumlein realizado 20 años antes.

### Normalización
En noviembre de 1957, se celebró en Zurich un congreso organizado por la IEC, entre representantes de fabricantes europeos de discos dedicados al estudio de la grabación estereofónica. Se decidió por unanimidad adoptar el sistema 45/45, posponiendo la publicación hasta que quedara claro que el sistema cumplía con las recomendaciones de la RIAA  La publicación tuvo lugar el 1 de enero de 1958 con la primera edición de la norma IEC98. (hoy IEC60098 ed1.0 ).

## Compromiso entre calidad y durabilidad
La calidad del sonido grabado, así como la respuesta en frecuencia del cabezal de grabación y el diámetro de la aguja de grabación, está fuertemente ligada a la velocidad de rotación a la que se grabó el disco (obviamente durante la reproducción la velocidad del tocadiscos debe ser la misma ). En teoría, cuanto mayor sea la velocidad de rotación, mayor será la calidad obtenida. Además, no debemos confundir la velocidad de rotación, o velocidad angular, que es constante, con la velocidad periférica, que es variable y que determina la calidad del sonido. La velocidad periférica es máxima fuera del disco y a medida que la aguja se desliza por la espiral del surco, disminuye, afectando la calidad del sonido. Evidentemente debemos tener en cuenta que, al aumentar la velocidad del disco, el tiempo disponible para la grabación disminuye. La duración de una grabación depende de los siguientes factores:
1. El diámetro exterior del disco.
2. La velocidad periférica mínima a la que se pueden grabar sonidos correctamente.
3. El número de vueltas o surcos grabados por pulgada de radio .
4. La velocidad angular a la que gira el disco.

La velocidad periférica mínima a la cual es posible grabar un sonido depende de la frecuencia máxima a grabar y del diámetro de la aguja que debe reproducirlo. Se ha probado que con la grabación de sonidos de hasta 6.000 Hz, que deben reproducirse con agujas comerciales actuales, el valor mínimo de la velocidad lineal es de aproximadamente 2,5 cm por segundo . La relación entre los cuatro factores anteriores se puede ilustrar mejor mediante las siguientes ecuaciones : 
- R = radio, en pulgadas, de la parte exterior de la grabación en el disco.
- r = radio, en pulgadas, de la parte interior de la grabación en el disco.
- N = número de surcos o espirales grabados por pulgada de radio.
- υmin = velocidad tangencial mínima posible, en pulgadas por segundo, a la cual el sonido puede ser grabado.
- ω = velocidad angular de rotación del disco en radianes por segundo.
- t = duración, en segundos, de la grabación.
- tmax= duración máxima efectiva, en segundos, de la grabación
- ωmax = velocidad angular de rotación del disco, en radianes por segundo, correspondiente al tiempo de ejecución tmax
- T = duración, en minutos, de la grabación.
- Tmax = duración máxima efectiva, en minutos, de la grabación.
- W = velocidad angular de rotación del disco, en revoluciones por minuto.
- Wmax = velocidad angular de rotación del disco, en revoluciones por minuto, correspondiente al tiempo de ejecución Tmax
- θ = ángulo total a través del cual el disco rotará durante todo el tiempo t.

Como la velocidad mínima se produce en el interior del disco, es decir, cuando el radio es igual a r,
{\displaystyle v_{min}=\omega r\qquad {\mbox{(1)}}}
El número total de revoluciones que hará la grabación será igual a {\displaystyle (R-r)N}, por lo que el ángulo total a través del cual el disco rotará será representado de
{\displaystyle \theta =2\pi N(R-r)\qquad {\mbox{(2)}}}
Además,
{\displaystyle \theta =\omega t=2\pi N(R-r)\qquad {\mbox{(3)}}}
Sustituyendo el valor de ω de la ecuación (1) en la ecuación (3) y resolviendo para t obtenemos:
{\displaystyle t={{2\pi Nr} \over {v_{min}}}(R-r)\qquad {\mbox{(4)}}}
De manera similar, sustituyendo el valor de r de la ecuación (1) en la ecuación (3) y resolviendo para t obtenemos:
{\displaystyle t={{2\pi N} \over {\omega }}\left(R-{v_{min} \over \omega }\right)\qquad {\mbox{(5)}}}
Resolviendo la ecuación (5) para un valor máximo de t, encontramos que t es máximo cuando la velocidad angular es:
{\displaystyle \omega _{max}={2v_{min} \over R}\qquad {\mbox{(6)}}}
Sustituyendo este valor de ωmax por ω en la ecuación (1), encontramos que cuando t es máximo,
{\displaystyle r={R \over 2}\qquad {\mbox{(7)}}}
Sustituyendo el valor de ωmax de la ecuación (6) por ω en la ecuación (5) o el valor de r de la ecuación (7) en la ecuación (4), se obtiene un valor máximo para t.
{\displaystyle t_{max}={{\pi NR^{2}} \over {2v_{min}}}\qquad {\mbox{(8)}}}
Eliminando R de las ecuaciones (6) y (8), obtenemos la siguiente ecuación:
{\displaystyle {t_{max}{\omega _{max}}^{2}=2\pi Nv_{min}={\mbox{constante}}}\qquad {\mbox{(9)}}}
Por razones de simplicidad, las ecuaciones (5),(6),(8) y (9), pueden ser reescritas expresando la velocidad angular, en revoluciones por minuto en lugar de radianes por segundo, y el tiempo en minutos en lugar de segundos. Entonces se convierten en:
{\displaystyle T={{N} \over {W}}\left(R-{30v_{min} \over \pi W}\right)\qquad {\mbox{(10)}}}
{\displaystyle W_{max}={60v_{min} \over \pi R}\qquad {\mbox{(11)}}}
{\displaystyle T_{max}={{\pi NR^{2}} \over {120v_{min}}}\qquad {\mbox{(12)}}}
{\displaystyle {T_{max}{W_{max}^{2}}={{30Nv_{min}} \over {\pi }}}\qquad {\mbox{(13)}}}
Del análisis matemático anterior, es evidente que la duración máxima efectiva Tmax , en minutos, de la grabación de un tamaño determinado se obtiene cuando:
- la distancia r entre el centro del disco y la parte interior grabada debe ser sustancialmente la mitad de la distancia R entre el centro del disco y la parte exterior grabada. (ecuación #7)
- la velocidad de grabación Wmax, en revoluciones por minuto, debe ser sustancialmente igual a 60 veces la velocidad periférica mínima V0, en pulgadas por segundo, dividido por π veces la distancia R, en pulgadas, entre el centro del disco y la parte exterior grabada. (ecuación #11)

## Compatibilidad entre sistemas
Cuando el sistema 45/45 fue normalizado, surgió el problema de cómo permitir que la cabeza configurada en 0/90, que grababa radialmente un canal y verticalmente al disco para el otro, grabara de acuerdo con la norma. Para ello, se podría girar físicamente la cabeza en 45°, pero es mucho más sencillo manipular las dos señales de entrada. De hecho, suponiendo que X e Y son las señales relativas a los dos canales estéreo, podemos rotarlas 45° utilizando las ecuaciones de la geometría analítica relativas a la rotación de ejes:
{\displaystyle {\begin{cases}x=X\cos \alpha -Y\operatorname {sen} \alpha &\\y=Y\operatorname {sen} \alpha +Y\cos \alpha \end{cases}}}
Estas ecuaciones se simplifican aún más, ya que la rotación que se debe obtener es de 45°:
{\displaystyle \alpha =45^{\circ }\Rightarrow \operatorname {sen} \alpha =\cos \alpha ={{\sqrt {2}} \over 2}}
Simplificando, podemos escribir las ecuaciones en la siguiente forma:
{\displaystyle {\begin{cases}x={{\sqrt {2}} \over 2}(X-Y)&\\\\y={{\sqrt {2}} \over 2}(X+Y)\end{cases}}}
En este punto, por conveniencia, convertimos el valor de {\displaystyle {{\sqrt {2}} \over 2}} en decibeles:
{\displaystyle 10\log {{\sqrt {2}} \over 2}=-1,50dB}
Observando atentamente las ecuaciones, es evidente que para rotar 45° las dos señales de entrada, basta con atenuar las señales en 1,50 dB y manipularlas de tal manera que se envíe una señal mono (X+Y) a una bobina de la cabeza y una señal de diferencia (X-Y) a la otra bobina de la cabeza. 

## Modelos de grabadoras de sonido.
A menudo el cabezal de grabado se vendía como accesorio del torno, por lo que sucedía que una determinada marca y modelo de cabezal era adaptado y montado en tornos de marcas o modelos elevados. La siguiente tabla se refiere a la máquina y el cabezal del mismo fabricante vendidos como modelo básico.
| Año  | Productor    | Modelo de torno | Modelo de cabezal | Canales | Sistema de grabado | Velocidad (rpm) | Res. en frecuencia (Hz) |
| ---- | ------------ | --------------- | ----------------- | ------- | ------------------ | --------------- | ----------------------- |
| 2001 | Vestax       | VRX-2000        | VCH-1             | Estéreo | 45/45              | 33 - 45         |                         |
| 1940 | SAFAR        | Fonoincisore 43 |                   | Mono    |                    |                 |                         |
| 1950 | Fairchild    | 523             |                   | Mono    |                    | 78 - 33         | 30-10.000               |
| 1957 | Neumann GmbH | AM 32           | ZS 90/45          | Estéreo | 0/90 - 45/45       | 33 - 45 - 78    | 30-15.000               |
| 1951 | Presto       | K-10            |                   | Mono    |                    | 78 - 33         |                         |

## Artículos relacionados
- Grabación de sonido
- Fonógrafo
- Tocadiscos
- Fonocaptor
- Disco de vinilo

## Otros proyectos
- Wikimedia Commons alberga una galería multimedia sobre Fonograbador.